# Trichofeltia circumdata
Trichofeltia circumdata là một loài bướm đêm trong họ Noctuidae.